# Décès en février 1997
Décès
- 1993
- 1994
- 1995
- 1996
- 1997
- 1998
- 1999
- 2000
- 2001

Pour une information complémentaire, voir la page d'aide.

| Date        | Nom                              | Activités | Âge      | Source |
| ----------- | -------------------------------- | --- | -------- | ------ |
| 1er février | Theodoros Stamos                 | peintre grec | 74       |        |
| 1er février | Marjorie Reynolds                | actrice américaine | 79       |        |
| 1er février | Thelma Schnee Moss               | écrivain et comédienne américaine                                                                                           | 79       |        |
| 1er février | William Roscoe Klintner          | ambassadeur américain | 81       |        |
| 1er février | Heiner Carow                     | cinéaste allemand | 67       |        |
| 1er février | Herb Caen                        | journaliste américain | 80       |        |
| 2 février   | Chico Science                    | musicien et parolier brésilien                                                                                              | 60       |        |
| 2 février   | Qin Jiwei                        | soldat et politicien chinois                                                                                                | 82       |        |
| 2 février   | Guy Pinard                       | prêtre et missionnaire québécois                                                                                            | ?        |        |
| 2 février   | Kiki Kogelnik                    | designer américaine | 62       |        |
| 2 février   | Erich Gottlieb Eliskases         | joueur d’échecs autrichien                                                                                                  | 83       |        |
| 2 février   | Raul de Anda                     | producteur mexicain | ?        |        |
| 3 février   | Esteban Sánchez                  | pianiste et compositeur espagnol                                                                                            | 62       | (es)   |
| 3 février   | Jimmy Rodriguez                  | chanteur portoricain | ?        |        |
| 3 février   | Sanford Meisner                  | metteur en scène américain                                                                                                  | 91       |        |
| 3 février   | Bohumil Hrabal                   | écrivain tchèque | 83       |        |
| 4 février   | Peter McCain                     | homme d’affaires canadien                                                                                                   | ?        |        |
| 4 février   | Lobsang Gyatso                   | linguiste tibétain | 69       |        |
| 4 février   | René Huyghe                      | historien de l’art français                                                                                                 | 90       |        |
| 4 février   | Paulo Francis                    | journaliste brésilien | 66       |        |
| 4 février   | Zsolt Durkó                      | compositeur hongrois | 62       |        |
| 4 février   | Robert Clouse                    | réalisateur américain | 68       |        |
| 4 février   | Henry Barschall                  | physicien nucléaire américain                                                                                               | 81       |        |
| 4 février   | Ross Lee Finney                  | compositeur américain | 90       |        |
| 5 février   | Pamela Harriman                  | ambassadrice américaine | 76       |        |
| 5 février   | Dorothy Fosdick                  | conseillère politique américaine                                                                                            | 83       |        |
| 5 février   | Mary T. Ewald                    | poète américaine | 75       |        |
| 5 février   | Christian Delmas                 | acteur québécois | 69       |        |
| 6 février   | Ivan Skala                       | écrivain tchèque | 76       |        |
| 6 février   | Riza Lushta                      | footballeur albanais | 80       | it     |
| 6 février   | Joseph Kastner                   | écrivain américain | ?        |        |
| 6 février   | Laarbi Batma                     | musicien et écrivain marocain                                                                                               | 47       |        |
| 6 février   | Salvador Artigas                 | joueur et entraîneur de football espagnol                                                                                   | 84       |        |
| 6 février   | Ernie Anderson                   | Acteur et scénariste américain.                                                                                             | 73       | (en)   |
| 7 février   | Mary Lillian Wills               | costumière américaine | 82       |        |
| 7 février   | Mohamed Madani                   | Footballeur international algérien.                                                                                         | 51       |        |
| 7 février   | José Garcia Villa                | poète philippin | ?        |        |
| 7 février   | Allan Edwall                     | acteur, réalisateur, scénariste, metteur en scène, dramaturge, écrivain et musicien (auteur-compositeur-interprète) suédois | 72       |        |
| 7 février   | Paul Cummings                    | éditeur et collectionneur américain                                                                                         | 64       |        |
| 7 février   | Jean Cluseau-Lanauve             | peintre français | 82       |        |
| 7 février   | Daniil Chafran                   | violoncelliste soviétique puis russe                                                                                        | 74       | (en)   |
| 7 février   | Owen Stuart Aspinall             | homme politique américain                                                                                                   | 69       |        |
| 8 février   | Henry Margenau                   | physicien français | 86       |        |
| 8 février   | Drue Leyton                      | actrice américaine | 93       |        |
| 8 février   | Nathan Lerner                    | innovateur en techniques de photographie                                                                                    | 83       |        |
| 9 février   | Mario Henrique Simonsen          | économiste brésilien | 61       |        |
| 9 février   | Williams Sassine                 | écrivain guinéen | 53       |        |
| 9 février   | Leni Junker                      | athlète allemande, spécialiste du sprint                                                                                    | 91       |        |
| 9 février   | Georges Groulx                   | Acteur québécois. | 74       | (ca)   |
| 9 février   | Barry Evans                      | Acteur anglais. | 53       | (en)   |
| 9 février   | Vladislav Bogomolov              | physicien et ingénieur russe                                                                                                | ?        |        |
| 10 février  | Tadeusz Trojanowski              | lutteur polonais | 64       |        |
| 10 février  | Jerome Namias                    | météorologue américain | 86       |        |
| 10 février  | André Margat                     | peintre, illustrateur, dessinateur, graveur, laqueur et sculpteur français                                                  | 93       | (en)   |
| 10 février  | Robert Mallary                   | sculpteur américain | 69       |        |
| 10 février  | Robert Andrew Graham             | jésuite et dramaturge américain                                                                                             | 84       |        |
| 10 février  | Raphaël Martinez Emparadar       | juge de la Cour Suprême espagnol                                                                                            | ?        |        |
| 10 février  | Brian Connolly                   | chanteur de rock britannique                                                                                                | 47       |        |
| 10 février  | André Chérasse                   | général et ancien député français                                                                                           | 91       |        |
| 10 février  | Robert Milton Cato               | 1er premier ministre de St-Vincent et les Grenadines                                                                        | 81       |        |
| 10 février  | Lou Bennett                      | organiste de jazz américain                                                                                                 | 70       |        |
| 10 février  | Conrad Arensberg                 | anthropologue américain | 86       |        |
| 11 février  | Don Porter                       | Acteur américain. | 84       | (en)   |
| 11 février  | Michel Lefebvre                  | homme d’affaires français                                                                                                   | 50       |        |
| 11 février  | Aline Gagnaire                   | peintre française | 85       |        |
| 12 février  | Thomas B. Stoddard               | militant gay américain | 48       |        |
| 12 février  | Katharine McLean                 | joueuse de tennis américaine                                                                                                | 82       |        |
| 12 février  | Robert D. Currie                 | metteur en scène américain                                                                                                  | 78       |        |
| 12 février  | Nora Beloff                      | journaliste britannique | 78       |        |
| 13 février  | Dame Mary Joan Caroline Tyrwhitt | Fondatrice britannique des W.R.A.C.                                                                                         | 93       |        |
| 13 février  | Alphonse-Marie Nkubito           | ancien ministre rwandais | 42       |        |
| 13 février  | Jean Miché Kankan                | humoriste camerounais | 40 ou 41 |        |
| 13 février  | Robert Herman                    | physicien américain | 82       |        |
| 13 février  | John R. Bartels                  | juge américain | 99       |        |
| 13 février  | Reg Ryan                         | footballeur international irlandais                                                                                         | 71       |        |
| 14 février  | Moshe Beit haLevi                | footballeur international israëlien devenu entraîneur                                                                       | 84       |        |
| 14 février  | William L. Scott (en)            | sénateur américain | 81       |        |
| 14 février  | Vincent Nkezadaganwa             | politicien rwandais | ?        |        |
| 14 février  | Charles Moffett Sr.              | trompettiste de jazz américain                                                                                              | 67       |        |
| 14 février  | Lélia Gousseau                   | pianiste française | 88       |        |
| 14 février  | Constantino Amstalden            | évêque brésilien | ?        |        |
| 14 février  | Reazzudin Ahmed                  | politicien bengali | ?        |        |
| 15 février  | Jacques Laureau                  | diplomate français | 54       |        |
| 15 février  | Armand Guérault                  | bactériologiste québécois                                                                                                   | ?        |        |
| 15 février  | Georges Durand                   | résistant français de la Seconde Guerre mondiale                                                                            | 79       |        |
| 15 février  | Arne Berg                        | coureur cycliste suédois | 87       |        |
| 15 février  | Oscar Adams                      | premier juge noir américain de la Cour suprême de l'Alabama (en)                                                            | 72       |        |
| 16 février  | Jack Wilson                      | champion d’aviron britannique                                                                                               | 82       |        |
| 17 février  | Darcy Ribeiro                    | sénateur, anthropologue et essayiste brésilien                                                                              | 74       |        |
| 17 février  | David Donald Murison             | lexicographe écossais | 83       |        |
| 17 février  | Lois Marshall                    | chanteuse canadienne | 73       |        |
| 17 février  | Jacques-Henri LeMême             | architecte français | 100      |        |
| 17 février  | Chieng-hsiung Wu                 | physicienne américaine | 84       |        |
| 18 février  | Geoffrey Swaebe                  | ambassadeur américain | 86       |        |
| 18 février  | Emily Hahn                       | chroniqueuse américaine | 92       |        |
| 18 février  | Jnan Prakash Ghosh               | compositeur et musicologue indien                                                                                           | 87       |        |
| 18 février  | Eric Fenby                       | compositeur, chef d'orchestre, pianiste, organiste et professeur anglais                                                    | 90       |        |
| 19 février  | Leo Rosten                       | romancier et linguiste américain                                                                                            | 88       |        |
| 19 février  | Enrique Peralta Azurdia          | ancien dictateur guatémaltèque                                                                                              | 88       |        |
| 19 février  | Michel Hoguet                    | ancien député français | 87       |        |
| 19 février  | Yukata Hanya                     | écrivain japonais | 87       |        |
| 19 février  | António Gedeão                   | poète et historien portugais                                                                                                | 90       |        |
| 19 février  | Deng Xiaoping                    | homme d’État chinois | 92       |        |
| 19 février  | Antonio de Almeida               | chef d’orchestre français                                                                                                   | 69       |        |
| 20 février  | Afonsinho                        | footballeur international brésilien                                                                                         | 82       |        |
| 20 février  | Pierre Gascar                    | écrivain français, prix Goncourt                                                                                            | 70       |        |
| 20 février  | Zachary Breaux                   | guitariste de jazz américain                                                                                                | 36       |        |
| 20 février  | Paul Anxionnaz                   | homme politique français | 94       |        |
| 21 février  | Archer Winstein                  | critique de cinéma américain                                                                                                | 92       |        |
| 21 février  | Jupp Posipal                     | footballeur allemand | 69       |        |
| 21 février  | Donald Laz                       | athlète américain | 66       |        |
| 21 février  | Choi Kwang                       | ancien ministre de la Défense nord-coréen                                                                                   | 78       |        |
| 22 février  | Wende Wagner                     | actrice américaine | 55       |        |
| 22 février  | James Michael Ullman             | journaliste et romancier américain                                                                                          | 72       |        |
| 22 février  | Albert Shanker (en)              | dirigeant syndicaliste américain                                                                                            | 68       |        |
| 22 février  | Robert William Sarnoff           | président de NBC de 1956 à 1965                                                                                             | 78       |        |
| 22 février  | Paul Otto Heyer                  | éducateur et architecte américain                                                                                           | 60       |        |
| 22 février  | Bernard Gratton                  | juge québécois | 59       |        |
| 22 février  | Leonard Edelen                   | coureur de fond américain                                                                                                   | 59       |        |
| 23 février  | Tony Williams                    | batteur de jazz américain                                                                                                   | 51       |        |
| 23 février  | Oscar Lewenstein                 | producteur britannique | 80       |        |
| 23 février  | Frank Launder                    | scénariste américain | 91       |        |
| 23 février  | Paul De Groote                   | homme politique belge | 91       |        |
| 23 février  | René Coulon                      | architecte français | 88       |        |
| 23 février  | Ion Cioba                        | Auto-proclamé “roi” des Tsiganes                                                                                            | 62       |        |
| 23 février  | Abdelkader Ben Bouali            | footballeur français d'origine algérienne                                                                                   | 84       | en     |
| 24 février  | Raymond Lambert                  | alpiniste suisse | 82       |        |
| 24 février  | J.-J.-J. Rigal                   | graveur, peintre et sculpteur français                                                                                      | 70       |        |
| 24 février  | Ion Voicu                        | violoniste roumain | ?        |        |
| 25 février  | Andreï Siniavski                 | auteur russe | 71       |        |
| 25 février  | Nenad Dusan Popovic              | économiste yougoslave | 87       |        |
| 25 février  | Ugo Poletti                      | cardinal italien | 82       |        |
| 25 février  | Francis Joubin                   | géologue canadien | 85       |        |
| 25 février  | Vic Gentils                      | sculpteur et plasticien belge                                                                                               | 77       |        |
| 25 février  | Charles Chase                    | boxeur québécois | 66       |        |
| 25 février  | Giuseppe Bertone                 | constructeur automobile italien                                                                                             | 82       |        |
| 25 février  | Carl Abrams                      | joueur de baseball américain                                                                                                | 72       |        |
| 26 février  | Miladin Zivotic                  | chef dissident yougoslave                                                                                                   | 66       |        |
| 26 février  | Max Sterne                       | immunologiste américain | 91       |        |
| 26 février  | David Doyle                      | Acteur américain. | 67       | (en)   |
| 26 février  | Armand Dimet                     | avocat français | ?        |        |
| 26 février  | Morey Bunin                      | marionnettiste américain | 86       |        |
| 27 février  | James M. Nabrit Jr.              | avocat et éducateur américain                                                                                               | 97       |        |
| 27 février  | William Maples                   | anthropologue américain | 59       |        |
| 27 février  | Mieczyslaw Jagielski             | signataire polonais des accords de Gdansk                                                                                   | 73       |        |
| 27 février  | Kingsley Davis                   | sociologue américain | 88       |        |
| 28 février  | Zheng Tao                        | diplomate chinois | ?        |        |
| 28 février  | Giuseppe Migneco                 | peintre italien | ?        | (it)   |
| 28 février  | Osvaldo Bailo                    | coureur cycliste italien | 85       |        |